# Polypodiodes bourretii
Polypodiodes bourretii là một loài thực vật có mạch trong họ Polypodiaceae. Loài này được (C. Chr. & Tardieu) W.M. Chu mô tả khoa học đầu tiên năm 2000.